# Остролодочник длинноносый
Остролодочник длинноносый (лат. Oxytropis longirostra) — вид растений рода Остролодочник (Oxytropis) семейства Бобовые (Fabaceae), растущий в лесном и субальпийском поясе гор на приречных галечниках и карбонатных скалах.

## Ботаническое описание
Растение рыхло-дерновинное, слабо опушённое. Цветоносы равны или длиннее листьев, прижато-волосистые. Прилистники свободные, яйцевидно-ланцетные, с 1 жилкой, слабо опушённые, по краю с редкими головчатыми волосками. Листочки в числе 10—13 пар, заострённо-продолговатые или ланцетные, снизу с немногими прижатыми волосками.
Кисти многоцветковая, овально-продолговатая, после цветения удлиняется. Прицветники ланцетные, по длине равные половине или всей чашечке. Чашечка трубчато-колокольчатая, с прижатыми белыми и чёрными волосками, с узкими зубцами в 2—3 раза короче трубки. Венчик пурпуровый (фиолетово-розовый). Флаг 13—20 мм длиной, с яйцевидным, на конце выемчатым отгибом. Остроконечие лодочки около 2 мм длиной. Бобы удлиненно-яйцевидные, с длинным носиком, опушены белыми и чёрными волосками, с узкой брюшной перегородкой. 2n=48.

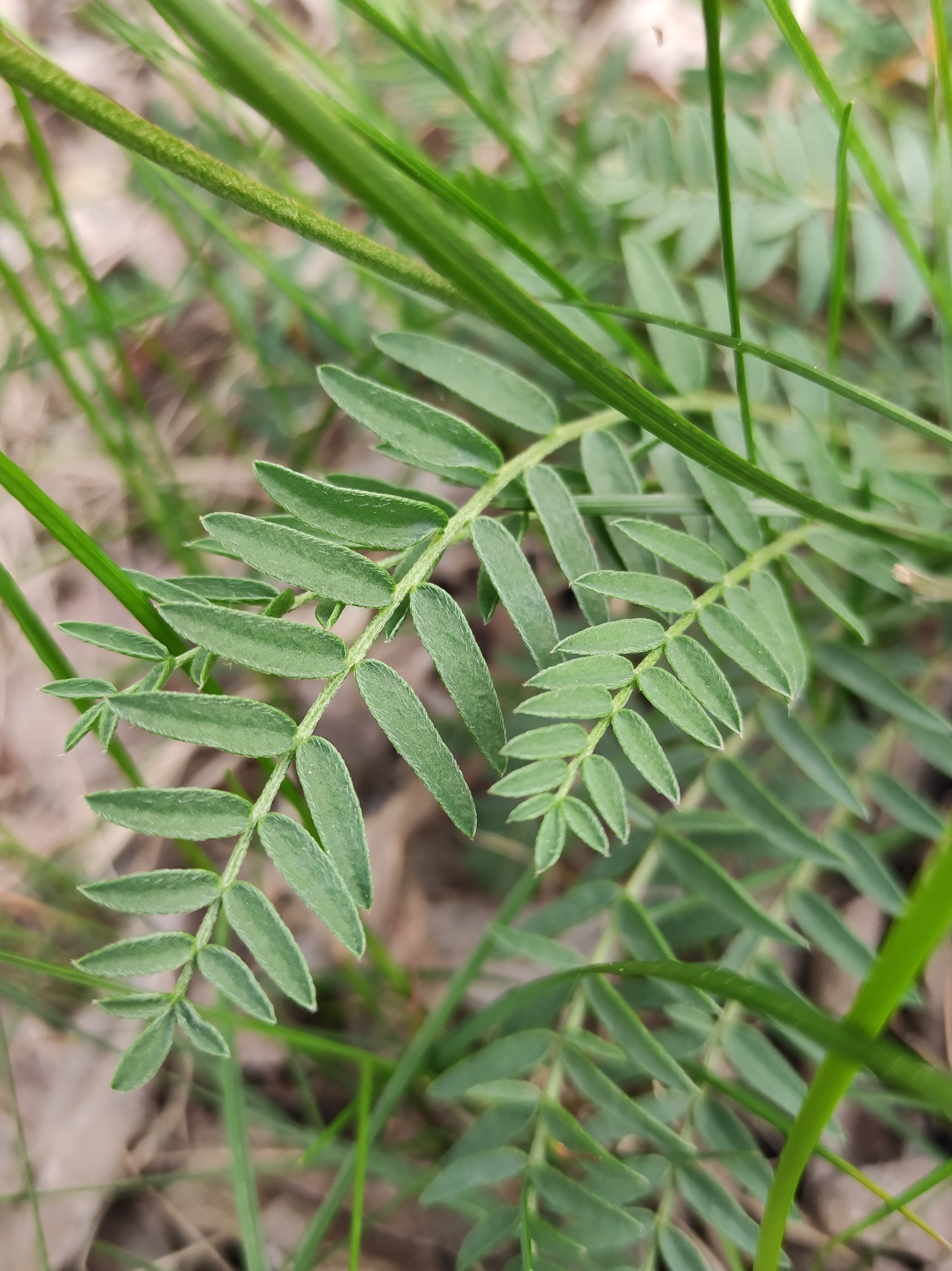
Листья
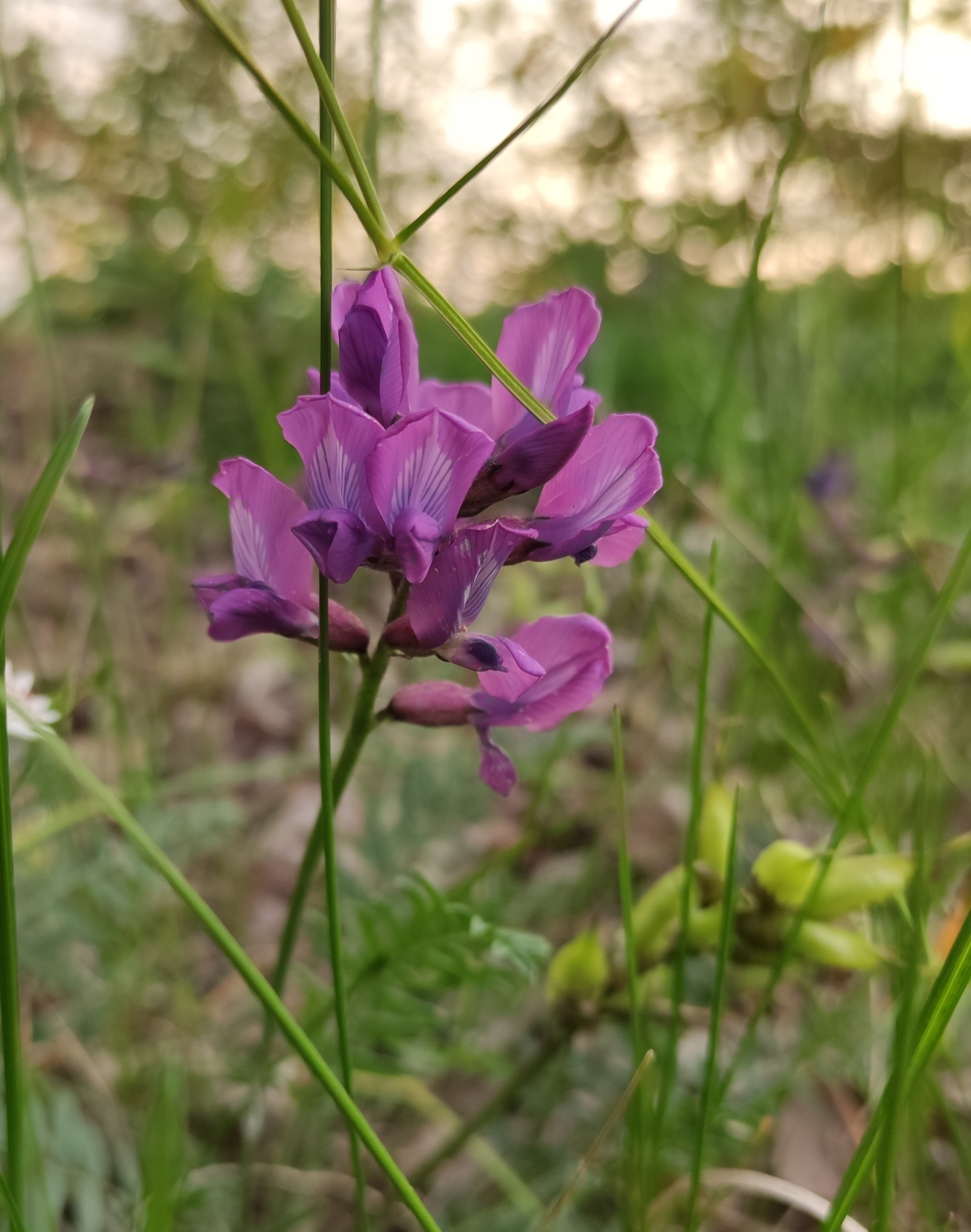
Кисть
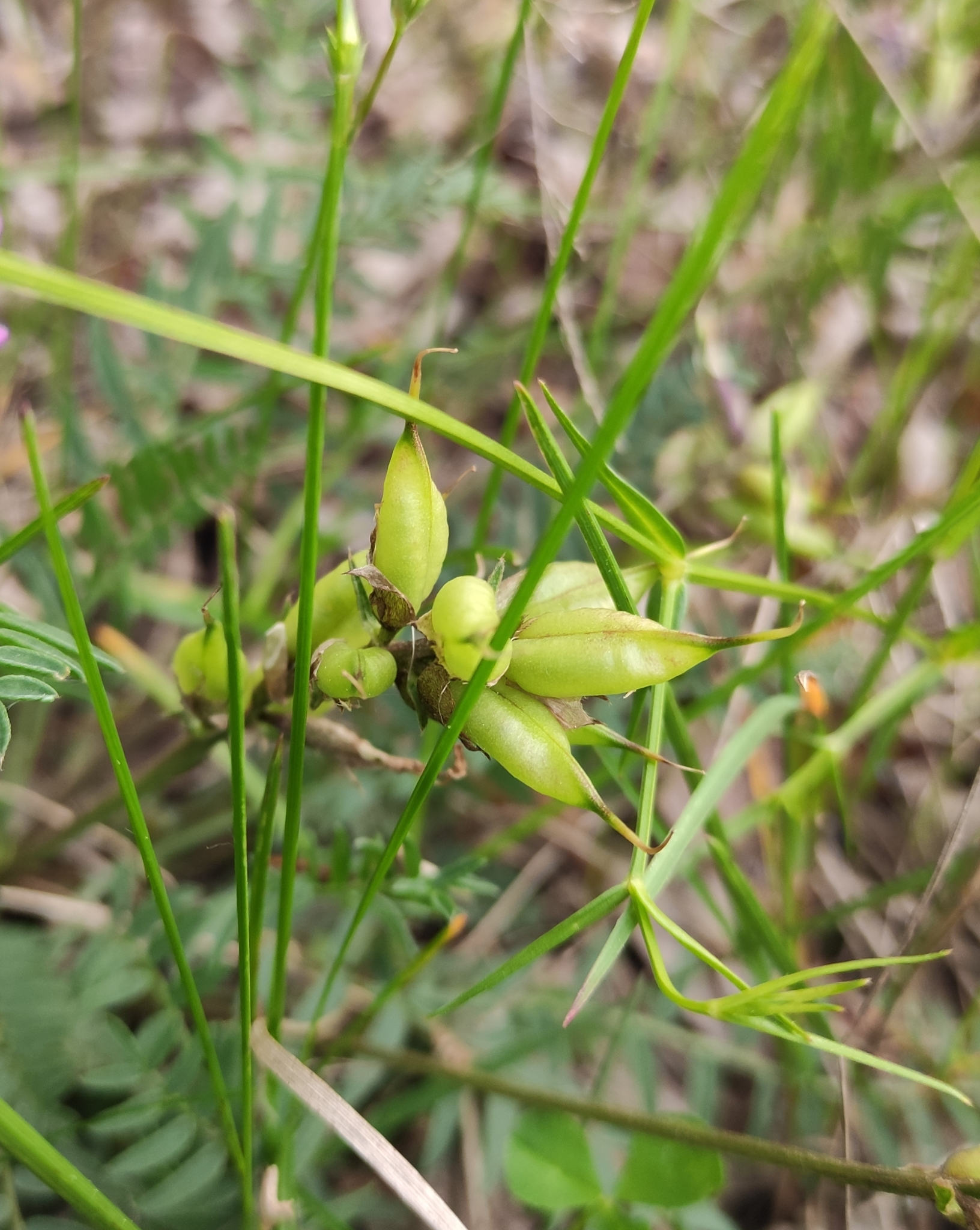
Бобы